# Paspoort (televisieprogramma)
Paspoort was van 1974 tot en met 1992 een actualiteitenrubriek van de NOS voor buitenlandse werknemers (gastarbeiders of immigranten) in Nederland.

## Actualiteiten voor buitenlanders
Het programma werd door verschillende nieuwslezers per nationaliteit gepresenteerd en ging over actualiteiten in de Nederlandse samenleving en nieuws uit het land van herkomst. Elke editie had ook zijn eigen beginleader om zo de herkenbaarheid van elke nationaliteit te vergroten. Het logo van het programma werd gekenmerkt door een gekanteld vierkant. De uitzendingen werden van Nederlandse ondertiteling voorzien, maar kwam er een personage in beeld dat Nederlands sprak, dan kwam de ondertiteling van de betreffende buitenlandse taal in beeld.

## Uitzendingen per nationaliteit
Op één dag was er een editie voor één nationaliteit. De uitzending voor Joegoslaven en Italianen was een dubbeluitzending met eerst de presentator van de Joegoslavische en daarna die van de Italiaanse editie. In 1980 was het uitzendschema als volgt:

## Historie
In de jaren zeventig en tachtig werd Paspoort vlak na Sesamstraat uitgezonden, om kwart voor zeven 's avonds. Na de komst van het Jeugdjournaal in 1981 werd Paspoort voorafgaand aan Sesamstraat vertoond. Tot 1982 werd Paspoort op Nederland 1 uitgezonden. Toen de uitzendschema's van de beide netten werden verwisseld, verhuisde het programma, net zoals Sesamstraat en het Jeugdjournaal, naar Nederland 2. In 1988 ging Paspoort over naar Nederland 3.

## Trivia
- De presentator van de Marokkaanse editie van Paspoort, Najib Taoujni, overleed in 2008 op 60-jarige leeftijd aan een hartaanval.[2]
- In 1987 werd de presentatrice van de Turkse editie Nihal Dogan door de Turkse autoriteiten opgepakt, toen ze naar Turkije ging om daar een reportage te maken. Ze bleek op een zwarte lijst te staan.[3]